# Saïda (stad)
Saïda is een stad in Algerije en is de hoofdplaats van de provincie Saïda.
Saïda telt naar schatting 138.000 inwoners.

## Geboren in Saïda
- Jean-Michel Alberola (1953), Frans kunstenaar, schilder, beeldhouwer, filmmaker en schrijver
- Cheb Mami (1966), Algerijns zanger en raimuzikant